# Alojzija Petrič
Alojzija Marija Jožefa Petrič, slovenska redovnica in slikarka, * 26. junij 1807, Ljubljana, † 27. maj 1858, Ljubljana.
Petričeva je leta 1839  stopila v uršulinski samostan v Ljubljani in bila od 1842 do smrti njegova predstojnica. Kot uršulinka je bila učenka slikarja Langusa. Za samostan je naslikala več slik. Pomagala je tudi Jožefi Strussovi pri sliki sv. Trojice za veliki oltar uršulinske cerkve.